# Richard Bassett
Richard Bassett, född 2 april 1745 i Cecil County, Maryland, död 15 augusti 1815 i Cecil County, Maryland, var en amerikansk politiker och en av USA:s grundlagsfäder. Han representerade delstaten Delaware i USA:s senat 1789–1793. Han var guvernör i Delaware 1799–1801.
Bassett studerade juridik och inledde sin karriär som advokat i Delaware. Bassett gifte sig 1774 med Ann Ennals. Paret fick tre barn. Han deltog i amerikanska revolutionskriget.
Bassett träffade 1778 metodistprästen Francis Asbury hemma hos domaren Thomas White. Han hade därefter en stark religiös upplevelse och konverterade till metodismen.
Bassett var 1787 delegat till USA:s konstitutionskonvent i Philadelphia. Han var en av de delegaterna som undertecknade konstitutionen. Han och George Read valdes 1789 till de två första senatorerna för Delaware i den första kongressen. Han var senator ännu i den andra kongressen och efterträddes sedan 1793 av John Vining.
Efter den första hustruns död gifte Bassett 1796 om sig med Betsy Garnett.
Federalisten Bassett besegrade David Hall i guvernörsvalet 1798. Han efterträdde 15 januari 1799 Daniel Rogers som guvernör. Pierre Samuel du Pont de Nemours startade sitt företag som tillverkade krut i Delaware under Bassetts tid som guvernör. På det sättet fick affärsdynastin du Pont sin början i USA. USA:s president John Adams utnämnde 1801 Bassett till en federal domstol. Han efterträddes som guvernör av James Sykes.
Bassetts ursprungliga gravplats var i Maryland. Gravplatsen flyttades 1865 till Wilmington and Brandywine Cemetery i Wilmington, Delaware.